# Wolfgang Schega

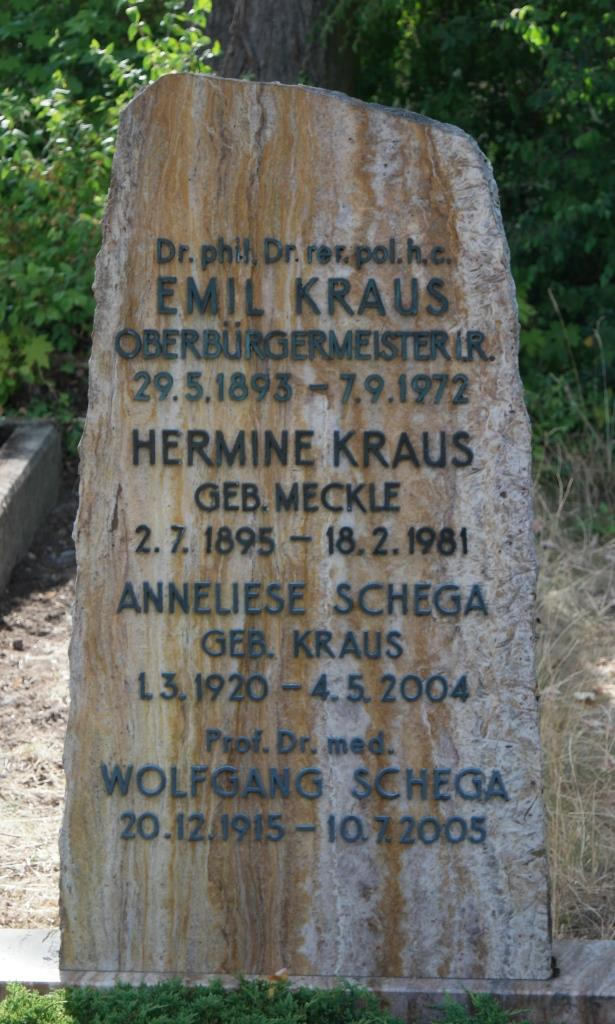
Grab von Wolfgang Schega auf dem Hauptfriedhof Mainz

Hans-Wolfgang Schega (* 20. Dezember 1915 in Dresden; † 10. Juli 2005 in Mainz) war ein deutscher Chirurg.

## Leben
Geboren 1915 in Dresden, leistete Wolfgang Schega nach dem Abitur am König-Georg-Gymnasium seiner Heimatstadt von 1935 bis 1937 Wehrdienst und studierte anschließend in München Medizin. Nach Staatsexamen und Promotion 1941 begann er seine ärztliche Tätigkeit – unterbrochen durch Kriegsdienst und Gefangenschaft. Seit Oktober 1945 war er an der Chirurgischen Klinik der Johannes Gutenberg-Universität Mainz tätig, nach Anerkennung als Facharzt für Chirurgie 1951 und Habilitation 1953 mehrere Jahre als erster Oberarzt.
Nach Ernennung zum außerplanmäßigen Professor 1959 wurde Wolfgang Schega 1961 Chefarzt der Chirurgischen Klinik der Städtischen Krankenanstalten Krefeld und war hier bis zum Erreichen der Pensionsgrenze Ende 1980 tätig.
Als Vorsitzender des Ausschusses "Qualitätssicherung' bei der Deutschen Gesellschaft für Chirurgie
hat Wolfgang Schega seit 1976 die Grundlagen für die Qualitätssicherung in der Chirurgie und anderen medizinischen Fächern geschaffen.

## Auszeichnungen
- 1993: Paracelsus-Medaille